# Mario Morisi
Mario Morisi (Neuilly-sur-Seine, 1º gennaio 1951) è uno scrittore e giornalista francese naturalizzato italiano.
Si firma anche con lo pseudonimo di Mario Absentès (Mario Assente).

## Biografia
Nacque il 1º gennaio 1951 a Neuilly-sur-Seine, a nord-ovest di Parigi, da Giovanni, capocantiere nel settore dell’isolamento termico emigrato in Francia dalla Valnure in tenera età, e da Janine.
Trascorse i primi sette anni viaggiando con suo padre per tutta la Francia: da Marsiglia a Boulogne, da Dunkerque a Saint-André-de-l'Eure, passando per Pornichet, fino a stabilirsi nei pressi di Dole nel dipartimento del Giura.
Frequentò gli studi liceali a Dole, fino a ottenere un master in filosofia presso la Facoltà di Lettere di Besançon.
Al conseguimento della laurea si trasferì in Inghilterra, vicino a Birmingham, presso il “Solihull Sixth Form College” per lavorare come insegnante di francese, poi, due anni dopo, nel Sahara algerino di El Oued Souf, con la stessa missione. Giocò a calcio, anche da semi-professionista.
Ritornato in patria venne nominato direttore della Maison des jeunes et de la culture, strutture autonome distribuite in tutta la Francia con lo scopo di incentivare lo sviluppo di iniziative giovanili, collegandole alla cultura, in una prospettiva di educazione popolare.
Nel 1986 pubblicò il suo primo romanzo dal titolo: "L'Émirat du tourbillon e Les Baskets d’Euripide". Contestualmente divenne collaboratore del settimanale francese “L'Événement du jeudi”, fondato sei mesi prima da Jean-François Kahn.
Sempre dal 1986 lavorò come lettore e correttore di bozze sia nell’editoria che nella stampa, per poi diventare redattore e "scrittore ombra". In questo periodo lavoro con Arletty, Amanda Lear e Sam Bernett, cronista rock degli anni 60/70.
Dal 1989 al 1994 si trasferì a Marsiglia, dove fu scelto da Roland Dhordain, conduttore radiofonico francese, per guidare la redazione della “Revue des Caisses d’Epargne”.
Nel 1990 nacque Laura, avuta dalla compagna Suzanne. A Marsiglia creò poi un mensile satirico gratuito, distribuito solo nei bar e nei luoghi culturali. Quando lasciò Marsiglia, il mensile satirico lo seguì, quando a Besançon, divenne capo-editore, dove usci fino al 2000.
Nel 1996, iniziò a lavorare ad un trittico letterario su Roberto Baggio, raccogliendo duemila tra articoli e pezzi. Ne usci un romanzo, una piece teatrale e una biografia francese on-line.
Dal 2000 scrive tre gialli, collabora a più testate, e diventa scrittore a tempo pieno, conducendo laboratori perfino nelle carceri. Da allora la sua produzione letteraria diventa più prolifica: undici componimenti narrativi, due saggi, parecchie novelle, oltre a “Orfeo Baggio”, la pièce andata in scena all'Opera théâtre di Besançon, ripresa della Rai.
Il lavoro di Morisi venne riconosciuto grazie anche dall'assegnazione da parte del Ministero degli Esteri francese, di due “Mission Stendhal”, e di altrettante borse di studio conferitegli dal Consiglio Regionale della Franca Contea. Nel 2013, fu invitato, con altri 30 autori di origine straniera, al Louvres da Aurélie Filippetti, l’allora ministra dei Beni culturali.
Giornalista dal 1988, collaborò con diversi giornali francesi, tra i quali Taktik, il primo settimanale gratuito di arte e spettacolo francese.
Dal 2012, divide il suo tempo tra Francia e Italia. È rilevante segnalare un saggio in lingua italiana redatto da Morisi e incluso nel primo "Quaderni dell’Arcimatto", Edizioni Limina, Arezzo: “Brera, ce l’avevo a casa” scritto in onore di suo padre e del grande giornalista italiano Gianni Brera. “Gianèn ad Muröra”, così era appellato suo padre a Groppazzolo, era per Mario un vero punto di riferimento che gli trasmise tante passioni, come il “piacere per il sapere” e lo sport.
Morisi si è fatto conoscere grazie al primo romanzo "per azioni" della storia, “Les Baskets d’Euripide”, dove gli azionisti diventavano protagonisti da una fiaba dai toni boccacciani. Fondò inoltre la “nouvelle poésie” con Charlie Schlingo, cartonista francese. Incontrò Roberto Baggio, ed in Francia, divento il suo biografo. Esplorò il grande nord e scrisse "Le Poisson d'Absentès", un romanzo omaggio ad Arto Paasilinna noto scrittore finlandese. Recentemente, ebbe l'onore del riconoscimento di Getty Images, la top agenzia vip, per il suo ultimo romanzo, “Kerguelen, peintre soldat”.
Nell'estate del 2016 Morisi venne riconosciuto con il titolo: "Piacentino nel Mondo", assieme a Joe Ferdenzi e John Maschi giunti dagli USA che, come Mario, si sono contraddistinti all'estero per competenza e solidarietà.
Da agosto 2016, collabora con il quotidiano bresciano Brescia Oggi, sul quale ogni settimana pubblica “Mine vaganti”, un editoriale dal carattere pungente.

## Pubblicazioni

### Romanzi e novelle
- 1986: L'Émirat du tourbillon, Vertiges du Nord, Paris: ISBN 2-86896-044-8
- 1987: Les Baskets d'Euripide, Vertiges/Carrère, Paris: ISBN 2-86804-380-1
- 1996: Dans la ville aux mille coupoles (récit), Éditions du Zinc, Besançon: ISBN 2-951-3119-0-7
- 2001: Mort à la Mère, sous le nom d'Absentès, Vauvenargues, Paris: ISBN 2-7443-0307-0
- 2002: J’aurais ta peau Saxo, (sous le nom d’Absentès), Vauvenargues, Paris: ISBN 2-7443-0626-6
- 2003: Achevez Cendrillon (sous le nom de Mario Absentès), Vauvenargues, Paris: ISBN 2-7443-0761-0
- 2005: Castor Paradiso (roman noir), sous le nom de Mario Absentès, Tigibus, Besançon: ISBN 2-914-638-13-2
- 2006: Le Monde selon Baggio, suivi de la pièce Orféo Baggio : L'Embarcadère, Paris: ISBN 2-914-728-22-0
- 2007: Le Poisson d’Absentès, Dmo Dmo, Dole: ISBN 978-2-916295-07-7
- 2007: Traité de voyage et d’en finir (nouvelle), Lettres comtoises nº2 (déc.), p. 91-102, Besançon: (ISSN 1620-2635)
- 2010: La Boue et les Etoiles, Renaud Outhier, un prêtre scavans au siècle des Lumières, Sekoya, Besançon: ISBN 978-2-84751-076-8
- 2010: Scène de Blasphèmes en Norvège (nouvelle), Lettres comtoises nº5 (déc.), p. 89-101, Besançon: (ISSN 1620-2635)
- 2012: Le tragique destin postal de Jeanne Antide Vermot (feuilleton en 24 épisodes) - Notice: FRBNF43544019 - Ville de Besançon
- 2013: 27 Pelures d’oignon (nouvelle), Besançon: Les Lettres Comtoises nº7 (déc;), p. 47-56, (ISSN 1620-2635)
- 2015: Kerguelen, peintre soldat (roman), Baudelaire, Lyon/Paris: ISBN 979-10-203-0726-2
- 2017: Soldata Sana ou les 1001 vies de Rosa Morisi Jones.

### In lingua italiana
- 2005: Baggio salva il Brescia (nouvelle à la une), Bresciaoggi, anno 32, nº145, samedi 28 mai
- 2010: Brera, c’è l’avevo a casa, in I Quaderni dell'Arcimatto nº1", 2010, Limina, Arezzo, Italie ISBN 978-88-88551-39-5

## Articoli
- 1989: Le RMI, 20 ans avant" - dossier réalisé, in La Revue des Caisses d'Epargne, 1989 (oct.), nº 51, p. 4-8: ill.
- 1989: Besançon: A la découverte de la ville femme / in La Revue des Caisses d'Epargne, 1989 (oct.), nº 51, p. 24-27: ill.
- 1991: L'horloge, la balance et le sifflet / interview de Michel Vautrot, in La Revue des caisses d'épargne, 1991 (nov.), nº72, p 34-36: ill.
- 1989-2015: L'ensemble des articles écrits par Mario Morisi, Pierre Launay, Marmor, Seamus Anderson, in La Revue des Caisses d'Epargne, Le Sport, Taktik, L'Echo du Zinc, L'Hebdo 39, Gazette du Sport, Spormidable. sont conservés à la Médiathèque de l'Hôtel Dieu à Dole et à la Bibliothèque d'études et de conservation de Besançon.
- 2001: Plus d'un siècle de sport à Dole; in La Gazette du Sport bisontin et comtois, 2001, mars, p. 17-28: ill.
- 2015: Charlie Hebdo, la liberté chevillée au corps, in Nahda Mas, Besançon: Editions Ex-Aequo.
- Orfeo Baggio, juin 2004, pièce théâtrale et musicale créée le 3 juin à l'Opéra-théâtre de Besançon et les 8 et 9 juin à la Comédie de Saint-Étienne.

### Traduzioni
- Richard Aldington (en), Ci-gît Constance, Paris/Arles: Actes Sud, 1991, ISBN 2-86869-712-7 (con Catherine Aldington), traduzione di: Soft Answers ISBN 978-11996-740-50

### Radio, Televisione
- Aprile 1987 - Antenne 2 - JT de Midi con Guy Franquet, presentato da William Leymergie - Les Baskets d'Euripide.
- Settembre 2000 - France 3 Besançon - Le 19 h - Sujet sur la sortie du roman Mort à la Mère.
- Giugno 2004 - Midi de France 3 Bourgogne - Première de la pièce Orfeo Baggio à l'Opéra théâtre de Besançon.
- Luglio 2005 - France 3 Besançon - Uscita del romanzo Castor Paradiso.
- Aprile 2006 - France 3 BFC - Fugues - Omaggio a Mario Morisi.
- Giugno 2011 - Brescia Punto TV - Retrogusto - Talk show condotto da Marco Bencivenga7
- Giugno 2016 - France 3 Besançon - Qui est Mario Morisi? https://france3-regions.francetvinfo.fr/franche-comte/doubs/grand-besancon/mais-qui-est-mario-morisi-974140.html [archive]
- Agosto 2016 - Telelibertà, Piacenza - https://www.youtube.com/watch?v=-oKYRix7fqo [archive]